# Surko Stream
Koordinaten: 77° 25′ S, 163° 44′ O
Der Surko Stream ist ein Schmelzwasserfluss 1,5 km südlich des Gneiss Point an der Scott-Küste des ostantarktischen Viktorialands. Er fließt von der Front des Wilson-Piedmontgletschers in östlicher Richtung zur Arnold Cove.
Der Fluss wurde zwischen 1957 und 1968 vom US-amerikanischen Geologen Robert Nichols (1904–1995) im Auftrag der United States Navy erkundet. Nichols benannte ihn nach Leutnant Alexander Surko Jr. (1928–2013), stellvertretender Kommandeur einer Mannschaft der US Navy für die Errichtung einer Landebahn unmittelbar nördlich des Flusses.